# Apeadeiro de Retaxo
O Apeadeiro de Retaxo é uma interface da Linha da Beira Baixa, que serve a localidade de Retaxo, no Distrito de Castelo Branco, em Portugal. Está situado junto à localidade anexa de Represa.

## História
Esta interface encontra-se entre as Estações de Abrantes e Covilhã da Linha da Beira Baixa, tendo este troço sido aberto à circulação no dia 6 de Setembro de 1891.